# That Dirty Black Bag
That Dirty Black Bag è una serie televisiva spaghetti western del 2022 creata e scritta da Mauro Aragoni, Silvia Ebreul e Marcello Izzo per AMC+. Diretta da Mauro Aragoni (Nuraghes S'Arena), e Brian O'Malley (The Lodgers - Non infrangere le regole). La serie vede un cast corale guidato da Dominic Cooper, Travis Fimmel e Aidan Gillen. La serie in otto parti è stata girata in Italia, Spagna e Marocco, ed è andata in onda per la prima volta il 10 marzo 2022 negli Stati Uniti in esclusiva come serie originale per AMC (Breaking Bad, The Walking Dead).

## Trama
Un sanguinario cacciatore di taglie decapita le sue vittime per metterle nella sua sacca nera e riscuotere più facilmente il denaro. Il suo nome è Red Bill (Douglas Booth). Red brama vendetta verso un uomo con un coltello Bowie con un occhio inciso sul manico. Intanto Arthur McCoy, sceriffo di Greenvale, una ex cittadina mineraria in mezzo al deserto, si imbatte in un convoglio di rangers sterminato dai banditi, dal quale sottrae duecentomila dollari.

## Personaggi e interpreti
Il cast della serie include:
- Arthur McCoy (Dominic Cooper): lo sceriffo di Greenvale con un passato da fuorilegge.
- Red Bill (Douglas Booth): un cacciatore di taglie che decapita le sue vittime per poterle trasportare più facilmente.
- Eve Margareth Hoover (Niv Sultan): una ex prostituta e proprietaria del bordello di Greenvale.
- Bronson (Guido Caprino): un ex fuorilegge divenuto un ricco investitore e politico, candidato alla carica di governatore. È il mandante della rapina al convoglio dei rangers.
- Steve (Christian Cooke): un fattore di Greenvale profondamente devoto a Dio, che insiste a coltivare la propria terra nonostante la siccità.
- Thompson (Paterson Joseph): il più ricco cittadino di Greenvale, che mira a ottenere il terreno di Steve poiché nasconde un ricchissimo giacimento d'oro.
- Symone (Rose Williams): una delle ragazze che lavorano nel bordello di Eve.
- Blaine (Trevor McMahon): il capo dei killer inviati da Bronson alla ricerca del denaro sottratto al convoglio dei rangers. Veste sempre di nero e ha il vezzo di succhiare due biglie di metallo per favorire la salivazione e non dover bere acqua nel deserto. Era membro della banda di Bronson già nel passato.
- Lo Straniero (Eugene Brave Rock): uno dei killer inviati da Bronson alla ricerca del denaro sottratto al convoglio dei rangers. È nativo americano, silenzioso e impassibile. Usa una singolare arma legata all'avambraccio attivata dalla pressione sanguigna.
- Derek (Victor Calero): uno dei killer inviati da Bronson alla ricerca del denaro sottratto al convoglio dei rangers. È il cecchino del gruppo.
- Frank (Simon Delaney): l'informatore dei killer inviati da Bronson alla ricerca del denaro sottratto al convoglio dei rangers. È un venditore ambulante di fagioli con un passato da fuorilegge.
- Anderson (Travis Fimmel): un veterano della guerra civile divenuto cacciatore di taglie. In passato è stato il mentore di Red Bill.
- Butler (Aidan Gillen): un contadino solitario, e un serial killer cannibale e adepto del culto satanico seguito anche da Bronson.
- Jona (Jacopo Rampini): Il braccio destro dello sceriffo Henry

## Produzione
La serie ha coinvolto una produzione internazionale, con riprese in Italia, Spagna e Marocco. Prodotta da Palomar e Bron Studios

## Distribuzione
That Dirty Black Bag è stata trasmessa in anteprima su AMC+ il 10 marzo 2022, con l'ultimo episodio che è andato in onda il 28 aprile 2022 in America. In Italia uscita su Paramount+

## Accoglienza
La serie ha ricevuto recensioni generalmente positive dalla critica, con elogi per le performance degli attori e la fedeltà al genere western all'italiana.